# Карло Агостоні
Карло Агостоні (італ. Carlo Agostoni, нар. 23 березня 1909, Мілан, Італія — 25 червня 1972, Мехіко, Мексика) — італійський фехтувальник на шпагах, олімпійський чемпіон (1928 рік), дворазовий срібний (1932 та 1948 роки), та бронзовий (1932 рік) призер Олімпійських ігор, чемпіон світу.

## Виступи на Олімпіадах
| Олімпіада         | Дисципліна          | Місце |
| ----------------- | ------------------- | ----- |
| Амстердам 1928    | командна шпага      | 1     |
| Лос-Анджелес 1932 | індивідуальна шпага | 3     |
| Лос-Анджелес 1932 | командна шпага      | 2     |
| Лондон 1948       | індивідуальна шпага | 7     |
| Лондон 1948       | командна шпага      | 2     |